# SF-X
『SF-X』（スペースファイターX）
1. 日本ゲーム（タイヨーシステム名義）が開発し、1983年に東京日本物産株式会社（東京日物、日本物産の子会社）から発売されたアーケードゲーム[1]。本項で詳述する。
2. 上記の作品とは別に、「ムーンクレスタの続編的作品[注 1]として1983年に開発されロケテストのみでリリース中止となった作品」と銘打った、1995年5月26日発売のPlayStation用ソフト『ニチブツアーケードクラシックス』に収録されたゲーム。本項のゲームと同名であるが、関連性はない[1]。

『SF-X』（スペースファイターX）とは、1983年に東京日本物産株式会社（東京日物、日本物産の子会社）から発売されたアーケードゲーム。キャッチコピーは「未知の宇宙に潜む怪しい予感。司令艦を撃て…敵の要塞を破壊せよ！」。